# 分路口镇
分路口镇，是中华人民共和国安徽省六安市裕安区下辖的一个乡镇级行政单位。

## 行政区划
分路口镇下辖以下地区：
街道社区、淠河村、莲花庵村、古城村、付氏祠村、新行村、晏公村、大岭村、江堰村、殷家畈村、新河村、杨集村、新沟村、枣树村和武陟山村。